# Ommatius albovittatus
Ommatius albovittatus är en tvåvingeart som beskrevs av Christian Rudolph Wilhelm Wiedemann 1824. Ommatius albovittatus ingår i släktet Ommatius och familjen rovflugor.
Artens utbredningsområde är Mauritius. Inga underarter finns listade i Catalogue of Life.